# Podszkle
Podszkle (slowakisch Podškle, ungarisch Podszkle) ist eine Ortschaft mit einem Schulzenamt der Gemeinde Czarny Dunajec im Powiat Nowotarski der Woiwodschaft Kleinpolen in Polen.

## Geographie
Der Ort liegt am Bach Bukowiński.

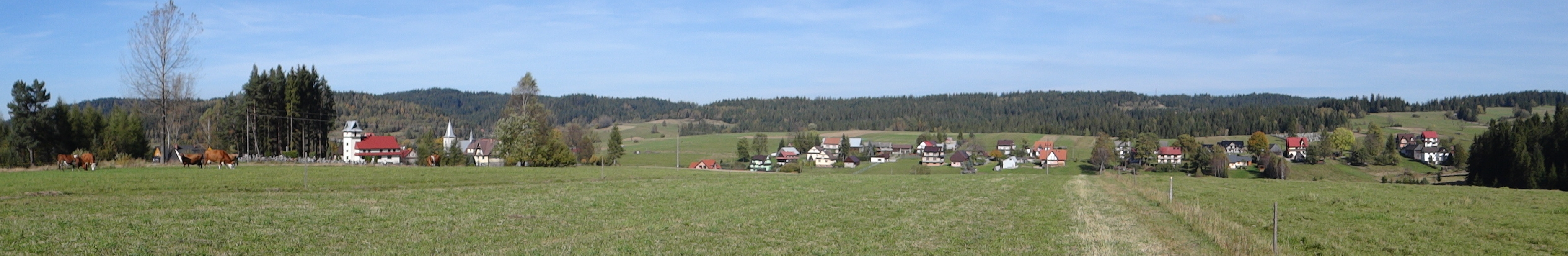
Ortsansicht
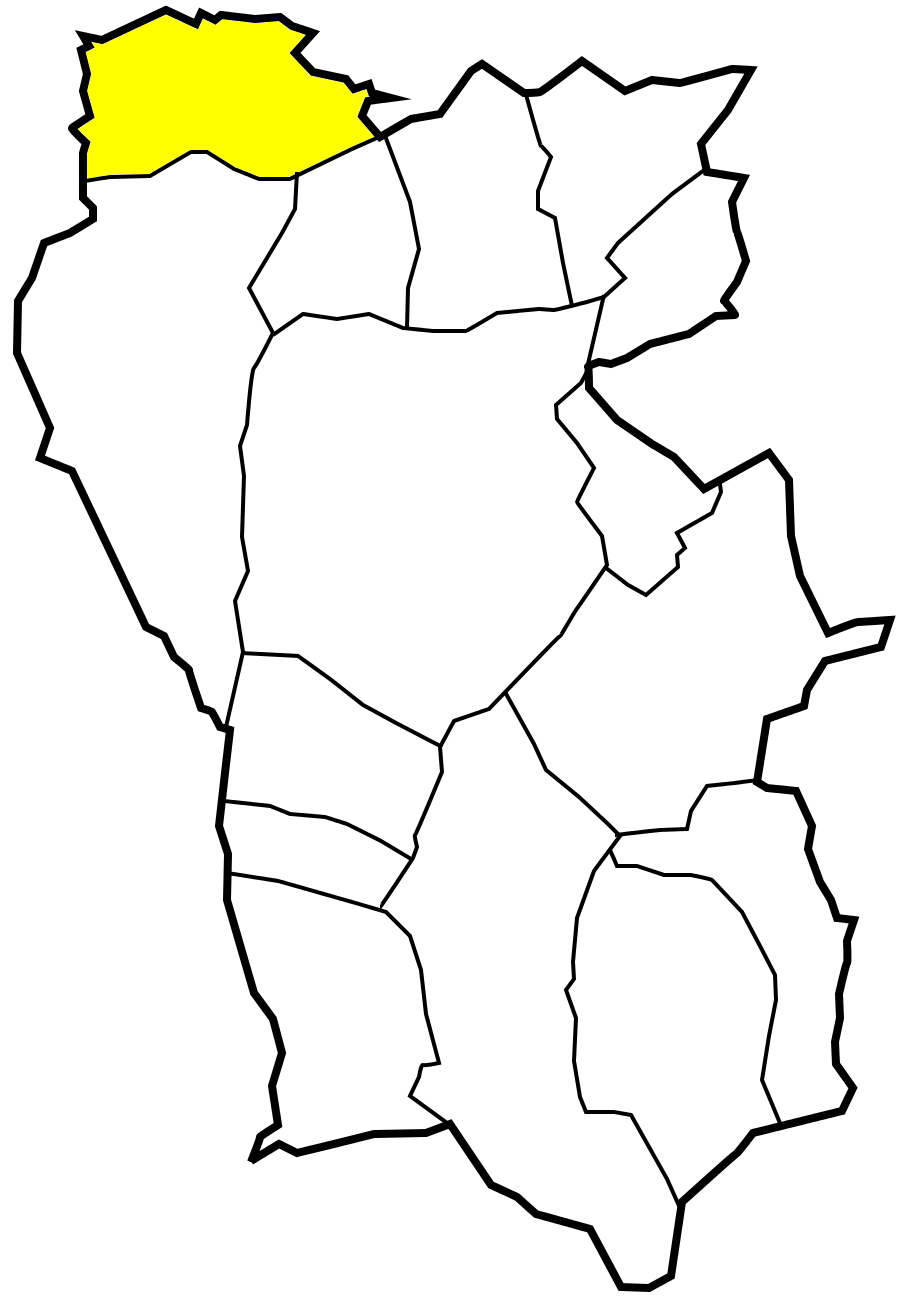
Lage von Podszkle in der Gemeinde

## Geschichte
Der Ort liegt in der Landschaft Arwa, die bis 1918 zum Königreich Ungarn gehörte. Er wurde im Jahre 1588 auf Initiative von Franziskus I. Thurzo gegründet. Die erste Siedler kamen aus Polen, aus den Gebieten von Żywiec (Saybusch) bis Jordanów. Im Jahre 1622 wurde der Ort nach Bukowina eingemeindet. Beide Dörfer hatten einen gemeinsamen Schultheiß, aus der Familie Bukowiński (Rokicki). Im Jahr 1674 wurde diese Familie für Hilfe in der Rekatholisierung der Arwa von Leopold I. bedankt und nobilitiert.
Ab 1651 gehörten die örtlichen Katholiken der Pfarrei in Orawka an, ab 1700 der Pfarrei in Podwilk und im Jahre 1803 wurde die örtliche Pfarrei errichtet (im Bistum Spiš, seit 1920 Bistum Krakau).
Im 19. Jahrhundert wurde Slowakisch die Sprache der Kirche und der Schule, aber die lokalen Goralen sprachen Goralisch, einen polnischstämmigen Dialekt. Im Jahre 1897 begannen polnische Aktivisten nationale Agitation. Im Jahre 1910 folgte die ungarische Verwaltung erstmals in der Volkszählung der polnischen Bitte und Goralisch wurde als Polnisch betrachtet. In diesem Jahre hatte die Gemeinde Bukowina-Podszkle 726 Einwohner, davon 1 ungarischsprachige, 16 deutschsprachige, 5 slowakischsprachige, 703 anderssprachige (96,8 %, polnischsprachig), 711 römisch-katholische, 15 Juden.
1918, nach dem Ende des Ersten Weltkriegs und dem Zusammenbruch der k.u.k. Monarchie, kam die Gemeinde zur neu entstandenen Tschechoslowakei. Auf Grund der Tschechoslowakisch-polnischen Grenzkonflikte im Arwa-Gebiet wurde der Ort 1920 dann aber der Zweiten Polnischen Republik zugesprochen. Zwischen den Jahren 1920 und 1925 gehörte die Gemeinde zum Powiat Spisko–Orawski, ab 1. Juli 1925 zum Powiat Nowotarski. Im Jahre 1921 hatte die Gemeinde Bukowina-Podszkle 189 Häuser mit 680 Einwohnern, davon 655 Polen, 3 Juden, 22 anderer Nationalität (meistens Slowaken), 673 römisch-katholische, 4 israelitische, 2 anderen Glaubens.
Von 1939 bis 1945 wurde das Dorf ein Teil des Slowakischen Staates.
Von 1975 bis 1998 gehörte Podszkle zur Woiwodschaft Nowy Sącz.

## Sehenswürdigkeiten
- Römisch-katholische Kirche, gebaut 1797 als eine Kapelle, 1803 umgebaut

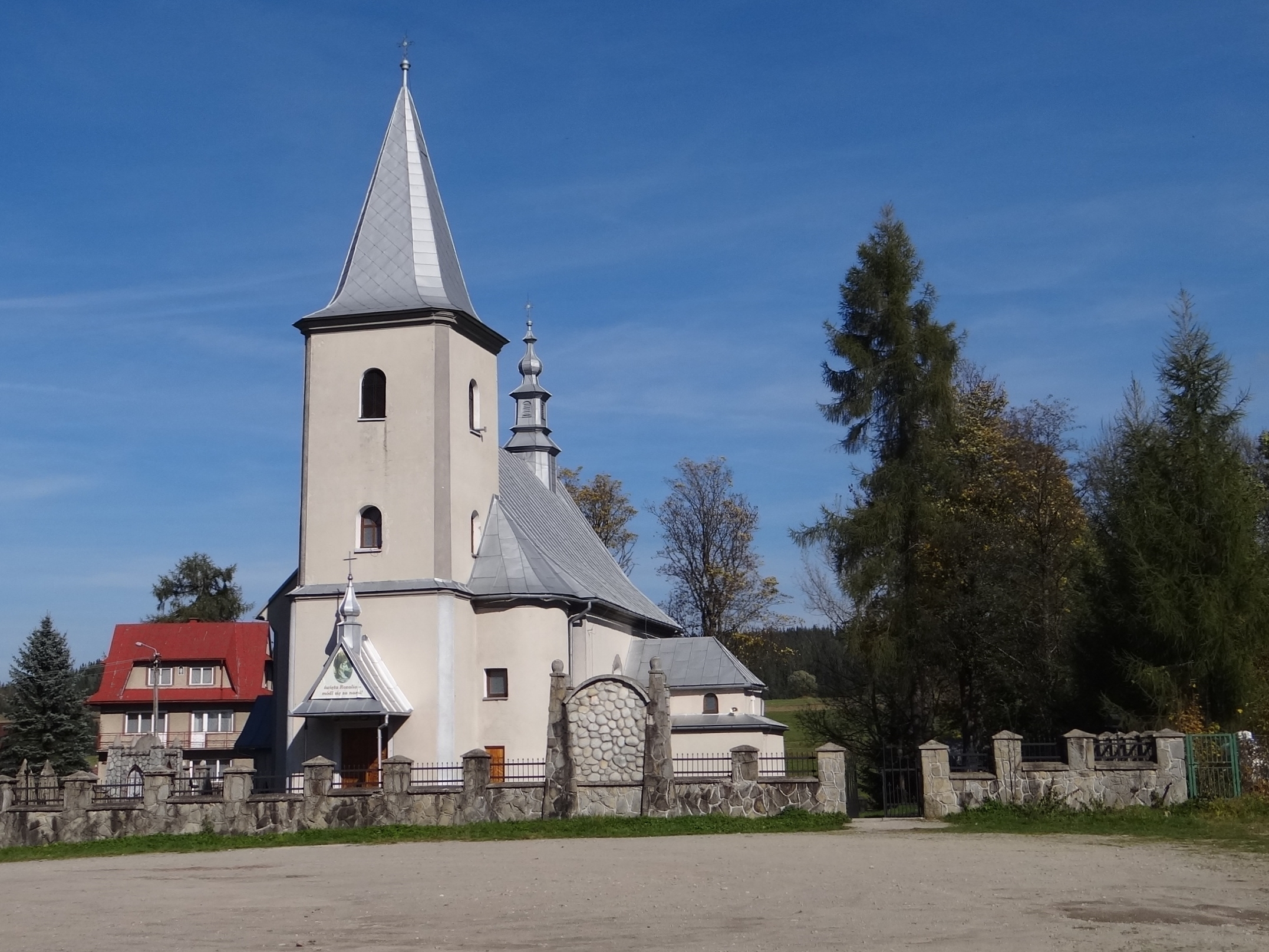
Kirche